# Saldanha Bay
Saldanha Bay – gmina w Republice Południowej Afryki, w Prowincji Przylądkowej Zachodniej, w dystrykcie West Coast. Siedzibą administracyjną gminy jest Vredenburg.